# Oostenrijk op de Olympische Zomerspelen 1936
Oostenrijk nam deel aan de Olympische Zomerspelen 1936 in Berlijn, Duitsland. Met vier gouden medailles waren dit de meest succesvolle Spelen ooit voor Oostenrijk. Ook het totaal van 13 medailles zou nooit meer herhaald worden.

## Medailleoverzicht
| Sport         | Olympiër | Discipline               | Medaille |
| ------------- | --- | ------------------------ | -------- |
| Gewichtheffen | Robert Fein | -67,5kg (m)              | Goud     |
| Kanovaren     | Gregor Hradetzky | K-1 1000m (m)            | Goud     |
| Kanovaren     | Gregor Hradetzky | K-1 10000m vouwkajak (m) | Goud     |
| Kanovaren     | Alfons Dorfner Adolf Kainz | K-2 1000m (m)            | Goud     |
| Handbal       | Franz Bartl Franz Berghammer Franz Bistricky Franz Brunner Johann Houschka Emil Juracka Ferdinand Kiefler Josef Krejci Otto Licha Friedrich Maurer Anton Perwein Siegfried Powolny Siegfried Purner Walter Reisp Alfred Schmalzer Alois Schnabel Ludwig Schuberth Johann Tauscher Jaroslav Volak Leopold Wohlrab Friedrich Wurmböck Johann Zehetner | mannen                   | Zilver   |
| Kanovaren     | A. Edletitsch Joseph Kampfl | K-1 1000m (m)            | Zilver   |
| Kanovaren     | Fritz Landertinger | K-1 10000m (m)           | Zilver   |
| Kanovaren     | Viktor Kalisch Karl Steinhuber | K-2 10000m (m)           | Zilver   |
| Roeien        | Josef Hasenöhrl | skiff (m)                | Zilver   |
| Voetbal       | Eduard Kainberger Ernst Künz Martin Kargl Anton Krenn Karl Wallmüller Max Hofmeister Walter Werginz Adolf Laudon Klement Steinmetz Josef Kitzmüller Franz Fuchsberger Franz Mandl Karl Kainberger | mannen                   | Zilver   |
| Kanovaren     | Karl Proisl Rupert Weinstabl | C-2 10000m (m)           | Brons    |
| Paardensport  | Alois Podhajsky | dressuur individueel     | Brons    |
| Schermen      | Ellen S. Preis-Müller | floret (v)               | Brons    |

## Deelnemers en resultaten

### Atletiek
| Olympiër | Discipline               | Resultaat    | Prestatie |
| --- | ------------------------ | ------------ | --- |
| Ludwig Berger | 100m (m)                 | DNS          | serie 2: niet gestart |
| Alfred Lechner | 100m (m)                 | DNS          | serie 9: niet gestart |
| Robert Struckl | 100m (m)                 | series       | serie 10: 4de |
| Alfred König | 200m (m)                 | series       | serie 8: 6de |
| Leopold Quittan | 200m (m)                 | DNS          | serie 5: niet gestart |
| Felix Rinner | 200m (m)                 | kwartfinale  | serie 4: 3de in 22,4 kwartfinale 3: 4de |
| Johann Baptist von Gudenus                                                                                                 | 400m (m)                 | 42e          | serie 2: 5de in 52,9 |
| Alfred König | 400m (m)                 | 25e          | serie 8: 4de in 49,4 |
| Felix Rinner | 400m (m)                 | DNS          | serie 6: niet gestart |
| Franz Eichberger | 800m (m)                 | halve finale | serie 5: 3de in 1.56,3 halve finale 1: 6de in 1.56,2 |
| Emil Hübscher | 800m (m)                 | halve finale | serie 2: 4de in 1.57,3 halve finale 2: 7de |
| Franz Eichberger | 1500m (m)                | 18e          | serie 4: 6de in 3.59,2 |
| Emil Hübscher | 1500m (m)                | series       | serie 2: 8ste |
| Friedrich Fischer | 5000m (m)                | series       | serie 1: 11de |
| Ladislaus Simacek | 5000m (m)                | DNS          | serie 3: niet gestart |
| Georg Balaban | 10000m (m)               | DNS          | niet gestart |
| Wilhelm Friebe | 10000m (m)               | DNS          | niet gestart |
| Rudolf Wöber | 10000m (m)               | 15e          | 32.22,0 |
| Johann Langmayr | 110m horden (m)          | series       | serie 2: 3de in 15,1 |
| Ernst Leitner | 110m horden (m)          | series       | serie 5: 3de in 15,3 |
| Ernst Leitner | 400m horden (m)          | 18e          | serie 6: 3de in 54,9 |
| Bruno Leu | 400m horden (m)          | DNS          | serie 4: niet gestart |
| Ferdinand Friebe | 3000m steeplechase (m)   | 18e          | serie 2: niet gestart |
| Ladislaus Simacek | 3000m steeplechase (m)   | series       | serie 3: 9de |
| Ludwig Berger Johann Baptist von Gudenus Egon Karf Alfred König Alfred Lechner Leopold Quittan Felix Rinner Robert Struckl | 4x100m (m)               | DNS          | niet gestart |
| Franz Eichberger Johann Baptist von Gudenus Emil Hübscher Alfred König Ernst Leitner Felix Rinner                          | 4x400m (m)               | DNS          | niet gestart |
| Wilhelm Rothmayer | marathon (m)             | 32e          | 3:02.32 |
| Franz Tuschek | marathon (m)             | 14e          | 2:46.29 |
| Rudolf Wöber | marathon (m)             | 22e          | 2:51.28 |
| Karl Kotratschek | hink-stap-springen (m)   | 23e          | 13,15m |
| Erich Pultar | hink-stap-springen (m)   | DNS          | niet gestart |
| Fritz Flachberger | hoogspringen (m)         | 23e          | kwalificatie groep B: 15de met 1,80m |
| Fritz Neuruhrer | hoogspringen (m)         | 32e          | kwalificatie groep A: 14de met 1,70m |
| Josef Haunzwickel | polsstokhoogspringen (m) | 6e           | kwalificatie: 1ste met 3,80m finale: 6de met 4,00m |
| Hugo Huber | polsstokhoogspringen (m) | DNS          | niet gestart |
| Alfred Proksch | polsstokhoogspringen (m) | 6e           | kwalificatie: 1ste met 3,80m finale: 6de met 4,00m |
| Friedrich Coufal | kogelstoten (m)          | DNS          | niet gestart |
| Robert Vetter | kogelstoten (m)          | DNS          | niet gestart |
| Johann Wotapek | kogelstoten (m)          | DNS          | niet gestart |
| Emil Janausch | discuswerpen (m)         | DNS          | niet gestart |
| Johann Wotapek | discuswerpen (m)         | 9e           | kwalificatie: 6de met 45,00m finale: 9de met 46,05m |
| Franz Bucher | speerwerpen (m)          | DNS          | niet gestart |
| Emil Janausch | kogelslingeren (m)       | kwalificatie | kwalificatie: 18-27ste |
| Heinz Pistor | kogelslingeren (m)       | DNS          | niet gestart |
| Alfred Bauer | tienkamp (m)             | DNS          | niet gestart |
| Franz Sterzl | tienkamp (m)             | DNF          | 100m: 17de in 11,7 verspringen: 16de met 6,52m kogelstoten: 23ste met 10,98m hoogspringen: 8ste met 1,75m 400m: 12de in 53,3 110m horden: 15de in 16,5 discuswerpen: 19de met 35,33m polsstokhoogspringen: 19de met 3,20m |
| |                          |              | |
| Charlotte Machmer | 100m (v)                 | series       | serie 4: 4de |
| Grete Neumann | 100m (v)                 | series       | serie 2: 3de in 12,9 |
| Johanna Vancura | 100m (v)                 | halve finale | serie 1: 2de in 12,5 halve finale 1: 6de |
| Veronika Kohlbach | 80m horden (v)           | series       | serie 2: 5de |
| Charlotte Machmer | 80m horden (v)           | series       | serie 3: 6de |
| Mathilde Puchberger | 80m horden (v)           | series       | serie 1: 4de |
| Charlotte Machmer Johanna Vancura Grete Neumann Veronika Kohlbach Herma Bauma Wanda Nowak Mathilde Puchberger              | 4x100m (v)               | 8e           | serie 1: 4de in 49,9 |
| Wanda Nowak | hoogspringen (v)         | 9e           | 1,50m |
| Margarethe Held | discuswerpen (v)         | 11e          | 34,05m |
| Veronika Kohlbach | discuswerpen (v)         | 13e          | 34,00m |
| Herma Bauma | speerwerpen (v)          | 4e           | 41,66m |

### Boksen
| Olympiër           | Discipline  | Resultaat | Prestatie                                                |
| ------------------ | ----------- | --------- | -------------------------------------------------------- |
| Walter Mathä       | -53,5kg (m) | 9e        | 1ste ronde: vrij 2de ronde: V van SWE Cederberg: punten  |
| Hans Wiltschek     | -57,2kg (m) | 16e       | 1ste ronde: V van RSA Catterall: punten                  |
| Alois Swatosch     | -61,2kg (m) | 17e       | 1ste ronde: V van BEL Dewinter: knock-out                |
| Friedrich Dröscher | -66,7kg (m) | DNS       | niet gestart                                             |
| Hans Zehetmayer    | -72,6kg (m) | 9e        | 1ste ronde: vrij 2de ronde: V van ARG Villarreal: punten |
| Paul Schweifer     | -79,4kg (m) | 16e       | 1ste ronde: V van DEN Holm: punten                       |
| Karl Lutz          | +79,4kg (m) | 9e        | 1ste ronde: vrij 2de ronde: V van LUX Toussaint: punten  |

### Gewichtheffen
| Olympiër            | Discipline  | Resultaat | Prestatie                                                                                        |
| ------------------- | ----------- | --------- | ------------------------------------------------------------------------------------------------ |
| Anton Richter       | -60kg (m)   | 4e        | drukken: 7de met 80kg trekken: 1ste met 97,5kg (OR) stoten: 4de met 120kg totaal: 297,5kg        |
| Mathias Zahradka    | -60kg (m)   | 12e       | drukken: 7de met 80kg trekken: 13de met 82,5kg stoten: 9de met 110kg totaal: 272,5kg             |
| Robert Fein         | -67,5kg (m) | Goud      | drukken: 1ste met 105kg (OR) trekken: 2de met 100kg stoten: 2de met 137,5kg totaal: 342,5kg (OR) |
| Rudolf Troppert     | -67,5kg (m) | 9e        | drukken: 11de met 82,5kg trekken: 8ste met 95kg stoten: 7de met 125kg totaal: 302,5kg            |
| Anton Hangel        | -75kg (m)   | 4e        | drukken: 6de met 95kg trekken: 3de met 110kg stoten: 4de met 137,5kg totaal: 342,5kg             |
| Hans Valla          | -75kg (m)   | 6e        | drukken: 3de met 102,5kg trekken: 7de met 102,5kg stoten: 9de met 130kg totaal: 335kg            |
| Fritz Haller        | -82,5kg (m) | 6e        | drukken: 9de met 97,5kg trekken: 2de met 110kg stoten: 6de met 142,5kg totaal: 350kg             |
| Johann von Szabados | -82,5kg (m) | 10e       | drukken: 4de met 102,5kg trekken: 10de met 102,5kg stoten: 10de met 137,5kg totaal: 342,5kg      |
| Rudolf Schilberg    | -82,5kg (m) | 8e        | drukken: 2de met 125kg trekken: 10de met 107,5kg stoten: 11de met 140kg totaal: 372;5kg          |
| Josef Zemann        | -82,5kg (m) | 6e        | drukken: 8ste met 110kg trekken: 3de met 122,5kg stoten: 4de met 155kg totaal: 387,5kg           |

### Handbal
| Olympiër | Discipline | Resultaat | Prestatie |
| --- | ---------- | --------- | --- |
| Franz Bartl Franz Berghammer Franz Bistricky Franz Brunner Johann Houschka Emil Juracka Ferdinand Kiefler Josef Krejci Otto Licha Friedrich Maurer Anton Perwein Siegfried Powolny Siegfried Purner Walter Reisp Alfred Schmalzer Alois Schnabel Ludwig Schuberth Johann Tauscher Jaroslav Volak Leopold Wohlrab Friedrich Wurmböck Johann Zehetner | mannen     | Zilver    | groep B: 1ste W van Roemenië: 18-3 W van Zwitserland: 14-3 finalegroep: 2de W van Zwitserland: 11-6 W van Hongarije: 11-7 V van Duitsland: 6-10 |

| Groep B |             |             |             |             |             |            |            |            |        |
| #       | Land        | Wedstrijden | Wedstrijden | Wedstrijden | Wedstrijden | Doelpunten | Doelpunten | Doelpunten | Punten |
| #       | Land        | G           | W           | G           | V           | V          | T          | Saldo      | Punten |
| 1       | Oostenrijk  | 2           | 2           | 0           | 0           | 32         | 6          | +26        | 4      |
| 2       | Zwitserland | 2           | 1           | 0           | 1           | 11         | 20         | -9         | 2      |
| 3       | Roemenië    | 2           | 0           | 0           | 2           | 9          | 26         | -27        | 0      |

| Ronde      | Datum   | Plaats     | Land | Score       | Land |
| ---------- | ------- | ---------- | ---- | ----------- | ---- |
| Groepsfase |         |            |      |             |      |
| 6 augustus | Berlijn | Oostenrijk | 18-3 | Roemenië    |      |
| 8 augustus | Berlijn | Oostenrijk | 14-3 | Zwitserland |      |

| Finale |             |             |             |             |             |            |            |            |        |
| #      | Land        | Wedstrijden | Wedstrijden | Wedstrijden | Wedstrijden | Doelpunten | Doelpunten | Doelpunten | Punten |
| #      | Land        | G           | W           | G           | V           | V          | T          | Saldo      | Punten |
| 1      | Duitsland   | 3           | 2           | 0           | 0           | 45         | 18         | +27        | 6      |
| 2      | Oostenrijk  | 3           | 2           | 0           | 1           | 28         | 23         | +5         | 4      |
| 3      | Zwitserland | 3           | 1           | 0           | 2           | 22         | 32         | -10        | 2      |
| 3      | Hongarije   | 3           | 0           | 0           | 3           | 18         | 40         | -22        | 0      |

| Ronde       | Datum   | Plaats     | Land | Score       | Land |
| ----------- | ------- | ---------- | ---- | ----------- | ---- |
| Finale      |         |            |      |             |      |
| 10 augustus | Berlijn | Oostenrijk | 11-6 | Zwitserland |      |
| 12 augustus | Berlijn | Oostenrijk | 11-7 | Hongarije   |      |
| 14 augustus | Berlijn | Duitsland  | 10-6 | Oostenrijk  |      |

### Kanovaren
| Olympiër                       | Discipline               | Resultaat | Prestatie                                      |
| ------------------------------ | ------------------------ | --------- | ---------------------------------------------- |
| Otto Neumüller                 | C-1 1000m (m)            | 4e        | 5.47,0                                         |
| Rupert Weinstabl Karl Proisl   | C-2 1000m (m)            | Zilver    | 4.53,8                                         |
| Rupert Weinstabl Karl Proisl   | C-2 10000m (m)           | Brons     | 51.28,0                                        |
| Gregor Hradetzky               | K-1 1000m (m)            | Goud      | serie 2: 1ste in 4.25,2 finale: 1ste in 4.22,9 |
| Fritz Landertinger             | K-1 10000m (m)           | Zilver    | 46.14,7                                        |
| Gregor Hradetzky               | K-1 1000m vouwkajak (m)  | Goud      | 50.01,2                                        |
| Adolf Kainz Alfons Dorfner     | K-2 1000m (m)            | Goud      | serie 1: 1ste in 4.10,0 finale: 1ste in 4.03,8 |
| Viktor Kalisch Karl Steinhuber | K-2 10000m (m)           | Zilver    | 42.05,4                                        |
| Adolf Kainz Alfons Dorfner     | K-2 10000m vouwkajak (m) | 4e        | 46.26,1                                        |

### Moderne vijfkamp
| Olympiër    | Discipline      | Resultaat | Prestatie |
| ----------- | --------------- | --------- | --- |
| Alfred Guth | individueel (m) | 33e       | paardensport: 34ste met 15,5 strafpunten schermen: 34ste met 11 overwinningen schietsport: 41ste met 134 punten zwemmen: 5de in 4.39,2 atletiek: 19de in 14.51,1 totaal: 133,5 punten |
| Karl Leban  | individueel (m) | 26e       | paardensport: 37ste met 55,5 strafpunten schermen: 39ste met 8 overwinningen schietsport: 18de met 183 punten zwemmen: 22ste in 5.30,2 atletiek: 1ste in 13.17,4 totaal: 117,0 punten |

### Paardensport
| Olympiër                                               | Discipline  | Resultaat | Prestatie |
| Dressuur                                               | Dressuur    | Dressuur  | Dressuur |
| ------------------------------------------------------ | ----------- | --------- | --- |
| Albert Dolleschall                                     | individueel | 12e       | 1476,00 punten |
| Alois Podhajsky                                        | individueel | Brons     | 1721,50 punten |
| Arthur von Pongracz                                    | individueel | 15e       | 1430,00 punten |
| Albert Dolleschall Alois Podhajsky Arthur von Pongracz | team        | 4e        | 4627,50 punten |
| Eventing                                               |             |           | |
| Karl Neumeister                                        | individueel | 14e       | dressuur: 49ste met 190,90 strafpunten cross-country: 13de met 54 strafpunten springconcours: 1ste met 0 strafpunten totaal: 244,90 strafpunten |
| Herbert Ziegler                                        | individueel | DSQ       | dressuur: 40ste met 160,20 strafpunten cross-country: gediskwalificeerd                                                                         |
| Springconcours                                         |             |           | |
| Gerhard Egger                                          | individueel | 37e       | 47,50 strafpunten |
| Heinrich Sauer                                         | individueel | 21e       | 24,00 strafpunten |
| Rudolf Trenkwitz                                       | individueel | DNF       | niet gefinisht |
| Gerhard Egger Heinrich Sauer Rudolf Trenkwitz          | team        | DNF       | niet gefinisht |

### Roeien
| Olympiër                                                   | Discipline      | Resultaat | Prestatie                                                                                               |
| ---------------------------------------------------------- | --------------- | --------- | --- |
| Josef Hasenöhrl                                            | skiff (m)       | Zilver    | serie 2: 2de in 7.24,0 herkansingen: 1ste in 7.27,7 halve finale 2: 2de in 7.54,6 finale: 2de in 8.25,8 |
| Fritz Moser Hermann Kubick                                 | dubbel-twee (m) | 11e       | serie 2: 5de in 7.21,1 halve finale 2: 5de in 8.29,1                                                    |
| Heinz Gattringer Max Colli                                 | twee-zonder (m) | 11e       | serie 3: 4de in 7.38,7 halve finale 2: 3de in 9.42,8                                                    |
| Rudolf Höpfler Camillo Winkler Wilhelm Pichler Hans Binder | vier-zonder (m) | 5e        | serie 1: 2de in 6.32,1 halve finale 1: 1ste in 7.23,4 finale: 5de in 7.20,5                             |

### Schermen
| Olympiër                                                                                      | Discipline      | Resultaat | Prestatie |
| --------------------------------------------------------------------------------------------- | --------------- | --------- | --- |
| Roman Fischer                                                                                 | degen (m)       | 60e       | 1ste ronde groep 4: 8ste V van BEL Stasse: 2-3 G van POR d'Eça Leal: 3-3 V van GBR Campbell-Gray: 2-3 V van ITA Ragno: 2-3 V van HUN Bartha: 1-3 V van TCH Kunt: 1-3 V van ROU Dolecsko: 1-3 W van CAN Dalton: 3-0 |
| Karl Hanisch                                                                                  | degen (m)       | 58e       | 1ste ronde groep 2: 8ste V van BRA de Aguiar Vallim: 0-3 V van DEN Christiansen: 1-3 V van SWE Dyrssen: 2-3 V van HUN Dunay: 1-3 V van GRE Zalokostas: 0-3 V van POL Franz: 2-3 V van TCH Bergmann: 2-3 |
| Rudolf Weber                                                                                  | degen (m)       | 67e       | 1ste ronde groep 7: 9de V van SUI Fitting: 1-3 V van NED Driebergen: 1-3 V van ITA Cornaggia-Medici: 2-3 V van POR da Silveira: 1-3 V van NOR Guthe: 2-3 V van BRA de Oliveira: 0-3 V van EGY Shamil: 1-3 W van MEX Martínez: 3-1 |
| Karl Hanisch Hans Schönbaumsfeld Roman Fischer Hugo Weczerek Rudolf Weber                     | degen team (m)  | 18e       | 1ste ronde groep 4: 3de V van Zweden: 1-9 V van Egypte: 7-9 |
| Josef Losert                                                                                  | floret (m)      | 16e       | 1ste ronde groep 4: 2de V van GBR Lloyd: 2-5 W van SWE Tingdahl: 5-4 W van TCH Jesenský: 5-2 W van CHI Goyoaga: 5-3 W van YUG Pengov: 5-1 2de ronde groep 2: 3de V van HUN Hátszeghy: 2-5 W van ITA Gaudini: 5-4 W van NOR Falkenberg W van SWE Tingdahl: 5-4 W van SUI von Meiss: 5-4 kwartfinale 2: 4de V van USA Levis: 4-5 V van FRA Gardère: 0-5 V van BEL Bru: 3-5 W van HUN Maszlay: 5-3 W van SWE Ljungquist: 5-0 halve finale 2: 8ste V van ITA Guaragna: 2-5 V van GER Casmir: 1-5 V van FRA Gardère: 1-5 V van BEL de Bourguignon: 4-5 V van HUN Bay: 4-5 V van FRA Lemoine: 3-5 V van USA Levis                                                                             |
| Josef Ritz                                                                                    | floret (m)      | 34e       | 1ste ronde groep 7: 4de V van BEL de Bourguignon: 3-5 V van ITA Bocchino: 2-5 V van SUI Fauconnet: 1-5 W van DEN Schrøder: 5-4 W van BRA Dunham: 5-2 W van NOR Jørgensen: 5-3 2de ronde groep 3: 6de V van FRA Gardère: 0-5 V van HUN Maszlay: 2-5 V van BEL de Bourguignon V van TCH Jesenský: 2-5 V van GER Heim: 3-5 |
| Karl Sudrich                                                                                  | floret (m)      | 32e       | 1ste ronde groep 8: 3de V van FRA Gardère: 2-5 W van GER Eisenecker: 5-4 W van USA Alessandroni: 5-3 W van GBR Bartlett: 5-3 W van BUL Vasilev: 5-1 W van CAN Collinge 2de ronde groep 1: 6de V van USA Levis: 2-5 V van BEL Valcke: 4-5 V van GER Eisenecker: 3-5 V van ITA Bocchino: 3-5 W van SUI Fauconnet: 5-2 |
| Hans Lion Roman Fischer Hans Schönbaumsfeld Ernst Baylon Josef Losert Karl Sudrich Josef Ritz | floret team (m) | 4e        | 1ste ronde groep 5: 2de W van Egypte: 11-5 kwartfinale 4: 1ste W van Tsjecho-Slowakije: 12-4 halve finale 1: 2de V van Italië: 4-12 G' van Hongarije: 8-8 W van Verenigde Staten: 12-4 finale: 4de V van Italië: 3-13 V van Frankrijk: 5-11 V van Duitsland: 5-9 |
| Hubert Loisel                                                                                 | sabel (m)       | 16e       | 1ste ronde groep 6: 3de V van BEL Laermans: 3-5 V van DEN Leidersdorff W van ARG Krause: 5-2 W van CHI Goyoaga: 5-2 W van SUI Glasstetter: 5-2 V van TUR Balkan: 3-5 kwartfinale 1: 1ste W van URU de la Fuente: 5-1 W van BEL Laermans: 5-1 W van TCH Benedik: 5-0 V van HUN Rajcsányi: 3-5 V van GBR Harry: 0-5 halve finale 1: 6de V van HUN Gerevich V van BEL Van Den Neucker: 3-5 V van ITA Marzi: 4-5 V van GBR Trinder: 2-5 V van FRA Faure: 3-5 |
| Josef Losert                                                                                  | sabel (m)       | 8e        | 1ste ronde groep 5: 1ste W van POL Sobik: 5-3 W van CHI Moreno: 5-1 W van TCH Kirchmann: 5-3 W van DEN Christiansen: 5-3 W van EGY Rahman: 5-0 W van SUI Ruckstuhl V van BEL Van Den Neucker: 2-5 kwartfinale 4: 2de V van HUN Kabos: 3-5 W van BUL Vasilev: 5-0 W van ARG Krause: 5-4 W van GRE Manolesos: 5-0 V van NED Montfoort: 3-5 halve finale 3: 2de V van ITA Pinton: 2-5 W van HUN Rajcsányi: 5-1 W van POL Segda: 5-3 W van URU de la Fuente W van BUL Vasilev: 5-2 finale: 8ste V van HUN Kabos: 1-5 V van ITA Marzi: 2-5 V van HUN Gerevich: 3-5 V van HUN Rajcsányi: 1-5 V van ITA Pinton: 2-5 V van ITA Gaudini: 1-5 W van POL Sobik: 5-3 W van BEL Van Den Neucker: 5-3 |
| Karl Sudrich                                                                                  | sabel (m)       | 32e       | 1ste ronde groep 4: 1ste W van HUN Rajcsányi: 5-4 W van GBR Harry: 5-4 W van ROU Szathmáry: 5-2 W van SWE de Bèsche: 5-2 W van SUI Stocker: 5-3 W van YUG Krešo Tretinjak: 5-1 W van BRA de Oliveira: 5-2 V van GRE Manolesos: 4-5 kwartfinale 2: 4de V van NED van Wieringen: 4-5 V van POL Segda: 4-5 W van ITA Gaudini: 5-3 W van GER Wahl V van TCH von Friedenfeldt: 4-5 |
| Josef Losert Hugo Weczerek Karl Sudrich Hubert Loisel Karl Hanisch Karl Kaschka               | sabel team (m)  | 5e        | 1ste ronde groep 2: 1ste kwartfinale 1: 2de W van Uruguay: 11-5 halve finale 1: 3de V van Italië: 7-9 G' van Polen: 8-8 |
|                                                                                               |                 |           | |
| Elisabeth Grasser                                                                             | floret (v)      | 8e        | 1ste ronde groep 1: 2de V van HUN Elek-Schacherer W van NED van der Klaauw: 5-1 W van USA Tuscan: 5-3 W van TCH Raisová: 5-3 W van FRA Boisson: 5-1 V van SUI Kramer-Scholer: 4-5 kwartfinale 1: 1ste W van USA Locke: 5-4 W van BEL Addams: 5-4 W van HUN Bogen: 5-3 W van SUI Scheel: 5-0 W van DEN Barding: 5-4 halve finale 2: 3de V van HUN Elek-Schacherer: 2-5 V van GER Mayer: 3-5 W van DEN Lachmann: 5-1 W van USA Locke: 5-1 V van GBR Penn-Hughes: 4-5 finale: 8ste V van HUN Elek-Schacherer: 3-5 W van GER Mayer: 5-4 W van DEN Lachmann: 5-2 W van BEL Addams: 5-2 W van HUN Vargha: 5-1 W van AUT Grasser: 5-1 V van GER Hass: 4-5                                      |
| Ellen Preis                                                                                   | floret (v)      | Brons     | 1ste ronde groep 5: 1ste W van FRA Turgis W van BEL Scrève: 5-2 W van DEN Olsen: 5-2 W van SUI Bornand: 5-1 W van ROU Gantz: 5-2 W van TUR Çambel: 5-0 kwartfinale 2: 1ste W van GBR Penn-Hughes: 5-4 W van GER Oelkers: 5-4 W van DEN Olsen: 5-2 W van YUG Kristijan: 5-0 W van BEL Christiaens: 5-1 halve finale 1: 2de W van BEL Addams: 5-3 W van GER Hass W van USA Lloyd: 5-4 W van GER Oelkers: 5-1 V van HUN Vargha: 4-5 finale: 3de V van HUN Elek-Schacherer: 0-5 V van GER Mayer: 3-5 V van AUT Preis: 1-5 V van BEL Addams: 1-5 V van HUN Vargha: 4-5 V van DEN Lachmann: 1-5 V van GER Hass: 1-5                                                                           |
| Fritzi Wenisch                                                                                | floret (v)      | 20e       | 1ste ronde groep 6: 1ste W van BEL Addams W van GBR Hughes: 5-3 W van USA Locke: 5-2 W van YUG Tavčar: 5-2 W van SWE Gripenstedt: 5-1 W van CAN Hughes-Hallett: 5-1 kwartfinale 3: 5de V van GER Mayer: 0-5 V van USA Lloyd: 4-5 V van HUN Vargha: 4-5 W van BEL Scrèeve: 5-1 W van BRA von Puttkammer |

### Schietsport
| Olympiër        | Discipline             | Resultaat | Prestatie  |
| --------------- | ---------------------- | --------- | ---------- |
| Alfred Hämmerle | 50m geweer liggend (m) | 61e       | 281 punten |
| Theodor Janisch | 50m geweer liggend (m) | 32e       | 291 punten |
| Alois Navratil  | 50m geweer liggend (m) | 40e       | 289 punten |

### Schoonspringen
| Olympiër                   | Discipline    | Resultaat | Prestatie     |
| -------------------------- | ------------- | --------- | ------------- |
| Karl Steiner               | 3m plank (m)  | 17e       | 109,54 punten |
|                            |               |           |               |
| Magdalene Epply-Staudinger | 3m plank (v)  | 12e       | 65,76 punten  |
| Magdalene Epply-Staudinger | 10m toren (v) | 21e       | 25,04 punten  |
| Therese Rampel             | 10m toren (v) | 16e       | 27,16 punten  |

### Turnen
| Olympiër | Discipline               | Resultaat | Prestatie      |
| --- | ------------------------ | --------- | -------------- |
| Gottfried Hermann | brug (m)                 | 33e       | 17,200 punten  |
| Pius Hollenstein | brug (m)                 | 80e       | 14,100 punten  |
| Karl Panos | brug (m)                 | 46e       | 16,767 punten  |
| Robert Pranz | brug (m)                 | 85e       | 13,867 punten  |
| Leopold Redl | brug (m)                 | 104e      | 9,467 punten   |
| Adolf Scheffknecht | brug (m)                 | 83e       | 14,033 punten  |
| August Sturm | brug (m)                 | 59e       | 15,833 punten  |
| Franz Swoboda | brug (m)                 | 89e       | 13,267 punten  |
| Gottfried Hermann | paard voltige (m)        | 30e       | 17,866 punten  |
| Pius Hollenstein | paard voltige (m)        | 56e       | 16,200 punten  |
| Karl Panos | paard voltige (m)        | 49e       | 16,500 punten  |
| Robert Pranz | paard voltige (m)        | 80e       | 13,567 punten  |
| Leopold Redl | paard voltige (m)        | 88e       | 12,633 punten  |
| Adolf Scheffknecht | paard voltige (m)        | 84e       | 13,200 punten  |
| August Sturm | paard voltige (m)        | 71e       | 14,767 punten  |
| Franz Swoboda | paard voltige (m)        | 75e       | 14,434 punten  |
| Gottfried Hermann | rekstok (m)              | 15e       | 18,600 punten  |
| Pius Hollenstein | rekstok (m)              | 64e       | 16,066 punten  |
| Karl Panos | rekstok (m)              | 25e       | 18,300 punten  |
| Robert Pranz | rekstok (m)              | 84e       | 14,533 punten  |
| Leopold Redl | rekstok (m)              | 77e       | 15,233 punten  |
| Adolf Scheffknecht | rekstok (m)              | 34e       | 17,667 punten  |
| August Sturm | rekstok (m)              | 28e       | 18,167 punten  |
| Franz Swoboda | rekstok (m)              | 69e       | 15,766 punten  |
| Gottfried Hermann | ringen (m)               | 97e       | 11,667 punten  |
| Pius Hollenstein | ringen (m)               | 95e       | 11,934 punten  |
| Karl Panos | ringen (m)               | 94e       | 12,000 punten  |
| Robert Pranz | ringen (m)               | 91e       | 12,666 punten  |
| Leopold Redl | ringen (m)               | 76e       | 14,667 punten  |
| Adolf Scheffknecht | ringen (m)               | 105e      | 10,366 punten  |
| August Sturm | ringen (m)               | 96e       | 11,800 punten  |
| Franz Swoboda | ringen (m)               | 104e      | 10,500 punten  |
| Gottfried Hermann | sprong (m)               | 72e       | 15,233 punten  |
| Pius Hollenstein | sprong (m)               | 77e       | 15,033 punten  |
| Karl Panos | sprong (m)               | 39e       | 16,967 punten  |
| Robert Pranz | sprong (m)               | 101e      | 10,434 punten  |
| Leopold Redl | sprong (m)               | 56e       | 16,133 punten  |
| Adolf Scheffknecht | sprong (m)               | 86e       | 14,634 punten  |
| August Sturm | sprong (m)               | 54e       | 16,300 punten  |
| Franz Swoboda | sprong (m)               | 52e       | 16,400 punten  |
| Gottfried Hermann | vloer (m)                | 23e       | 17,367 punten  |
| Pius Hollenstein | vloer (m)                | 58e       | 16,200 punten  |
| Karl Panos | vloer (m)                | 74e       | 15,400 punten  |
| Robert Pranz | vloer (m)                | 68e       | 15,667 punten  |
| Leopold Redl | vloer (m)                | 44e       | 16,900 punten  |
| Adolf Scheffknecht | vloer (m)                | 78e       | 15,167 punten  |
| August Sturm | vloer (m)                | 79e       | 15,166 punten  |
| Franz Swoboda | vloer (m)                | 93e       | 14,200 punten  |
| Gottfried Hermann | individuele meerkamp (m) | 50e       | 97,933 punten  |
| Pius Hollenstein | individuele meerkamp (m) | 81e       | 89,533 punten  |
| Karl Panos | individuele meerkamp (m) | 56e       | 95,934 punten  |
| Robert Pranz | individuele meerkamp (m) | 91e       | 80,734 punten  |
| Leopold Redl | individuele meerkamp (m) | 88e       | 85,033 punten  |
| Adolf Scheffknecht | individuele meerkamp (m) | 87e       | 85,067 punten  |
| August Sturm | individuele meerkamp (m) | 74e       | 92,033 punten  |
| Franz Swoboda | individuele meerkamp (m) | 89e       | 84,567 punten  |
| Gottfried Hermann Karl Panos August Sturm Pius Hollenstein Adolf Scheffknecht Leopold Redl Franz Swoboda Robert Pranz | meerkamp team (m)        | 11e       | 545,533 punten |

### Voetbal
| Olympiër | Discipline | Resultaat | Prestatie |
| --- | ---------- | --------- | --- |
| Eduard Kainberger Josef Lagofsky Martin Kargl Ernst Kuenz Anton Krenn Karl Wahlmueller Max Hofmeister Walter Werginz Adolf Laudon Klement Steinmetz Josef Kitzmueller Franz Fuchsberger Franz Mandl Karl Kainberger Josef Ksander Ernst Bacher Alois Homschak Anton Kleindienst Leo Schaffelhofer Karl Schreiber | mannen     | Zilver    | 1ste ronde: W van Egypte: 3-1 kwartfinale: V van Peru: 2-4 kwartfinale replay: W van Peru: walk-over halve finale: W van Polen: 3-1 finale: V van Italië: 1-2 |

### Waterpolo
| Olympiër | Discipline | Resultaat | Prestatie |
| --- | ---------- | --------- | --- |
| Franz Wenninger Karl Seitz Karl Steinbach Sebastian Ploner Franz Schönfels Alfred Lergetporer Wilhelm Hawlik Ervin Blasl Otto Müller Anton Kunz Peter Riedl | mannen     | 6e        | groep D: 1ste W van Zweden: 2-1 W van Zwitserland: 9-0 W van IJsland: 6-0 halve finale groep 2: 3de V van Duitsland: 1-3 V van Frankrijk: 2-4 |

| Groep D |             |             |             |             |             |            |            |            |        |
| #       | Land        | Wedstrijden | Wedstrijden | Wedstrijden | Wedstrijden | Doelpunten | Doelpunten | Doelpunten | Punten |
| #       | Land        | G           | W           | G           | V           | V          | T          | Saldo      | Punten |
| 1       | Oostenrijk  | 3           | 3           | 0           | 0           | 17         | 1          | +16        | 6      |
| 2       | Zweden      | 3           | 2           | 0           | 1           | 18         | 2          | +16        | 4      |
| 3       | Zwitserland | 3           | 1           | 0           | 2           | 7          | 16         | -9         | 2      |
| 4       | IJsland     | 3           | 0           | 0           | 3           | 1          | 24         | -23        | 0      |

| Ronde      | Plaats     | Land | Score       | Land |
| ---------- | ---------- | ---- | ----------- | ---- |
| Groepsfase |            |      |             |      |
| Berlijn    | Oostenrijk | 2-1  | Zweden      |      |
| Berlijn    | Oostenrijk | 9-0  | Zwitserland |      |
| Berlijn    | Oostenrijk | 6-0  | IJsland     |      |

| Halve finale |            |             |             |             |             |            |            |            |        |
| #            | Land       | Wedstrijden | Wedstrijden | Wedstrijden | Wedstrijden | Doelpunten | Doelpunten | Doelpunten | Punten |
| #            | Land       | G           | W           | G           | V           | V          | T          | Saldo      | Punten |
| 1            | Duitsland  | 3           | 3           | 0           | 0           | 15         | 3          | +12        | 6      |
| 2            | Frankrijk  | 3           | 2           | 0           | 1           | 7          | 11         | -4         | 4      |
| 3            | Oostenrijk | 3           | 1           | 0           | 2           | 5          | 8          | -3         | 2      |
| 4            | Zweden     | 3           | 0           | 0           | 3           | 3          | 8          | -5         | 0      |

| Ronde        | Plaats     | Land | Score     | Land |
| ------------ | ---------- | ---- | --------- | ---- |
| Halve finale |            |      |           |      |
| Berlijn      | Oostenrijk | 1-3  | Duitsland |      |
| Berlijn      | Oostenrijk | 2-4  | Frankrijk |      |

### Wielersport
| Olympiër                                                 | Discipline               | Resultaat | Prestatie                                                                  |
| Baan                                                     | Baan                     | Baan      | Baan                                                                       |
| -------------------------------------------------------- | ------------------------ | --------- | -------------------------------------------------------------------------- |
| Franz Dusika                                             | sprint (m)               | 9e        | 1ste ronde: W van RSA Clayton 2de ronde: V van NED van Vliet               |
| Alfred Mohr                                              | tijdrit (m)              | 13e       | 1.16,4                                                                     |
| Franz Dusika Alfred Mohr                                 | tandem (m)               | 9e        | 1ste ronde: V van FRA Georget/Maton herkansingen: V van DEN Dissing/Stiler |
| Josef Genschieder Josef Moser Karl Schmaderer Karl Wölfl | ploegenachtervolging (m) | 10e       | 1ste ronde: 10de in 5.02,2                                                 |
| Weg                                                      |                          |           |                                                                            |
| Virgilius Altmann                                        | wegwedstrijd (m)         | 16e       | 2:33.08                                                                    |
| Hans Höfner                                              | wegwedstrijd (m)         | 16e       | 2:33.08                                                                    |
| Karl Kühn                                                | wegwedstrijd (m)         | onbekend  |                                                                            |
| Eugen Schnalek                                           | wegwedstrijd (m)         | 16e       | 2:33.08                                                                    |
| Virgilius Altmann Hans Höfner Eugen Schnalek Karl Kühn   | wegwedstrijd team (m)    | 5e        | 7:39.24                                                                    |

### Worstelen
| Olympiër         | Discipline     | Resultaat      | Prestatie                                                                                               |
| Grieks-Romeins   | Grieks-Romeins | Grieks-Romeins | Grieks-Romeins                                                                                          |
| ---------------- | -------------- | -------------- | --- |
| Josef Buemberger | -56kg (m)      | 14e            | 1ste ronde: V van EGY Erfan 2de ronde: V van EST Sikk                                                   |
| Erich Fincsus    | -61kg (m)      | 15e            | 1ste ronde: V van FIN Reini: 0-3 2de ronde: V van GRE Biris                                             |
| Josef Grahsl     | -66kg (m)      | 13e            | 1ste ronde: V van SWE Olofsson: 0-3 2de ronde: W van GRE Vatanidis: 2-1 3de ronde: V van POL Szajewski  |
| Franz Hametner   | -72kg (m)      | 14e            | 1ste ronde: V van BEL de Feu                                                                            |
| Hans Pointner    | -79kg (m)      | 8e             | 1ste ronde: V van GER Schweickert 2de ronde: W van SUI Gogel 3de ronde: V van ROU Cocos                 |
| Franz Foidl      | -87kg (m)      | 7e             | 1ste ronde: W van SUI Argast 2de ronde: vrij 3de ronde: V van EST Neo 4de ronde: V van GER Seelenbinder |
| Eduard Schöll    | +87kg (m)      | 15e            | 1ste ronde: V van EST Palusalu 2de ronde: V van SWE Nyman                                               |

### Zeilen
| Olympiër      | Discipline            | Resultaat | Prestatie                        |
| ------------- | --------------------- | --------- | -------------------------------- |
| Dietz Angerer | 1-mans Olympiajol (m) | 15e       | 86 punten: (8-17-DSQ-12-5-DSQ-2) |

### Zwemmen
| Olympiër                                                                                      | Discipline            | Resultaat | Prestatie               |
| --------------------------------------------------------------------------------------------- | --------------------- | --------- | ----------------------- |
| Günther Zobernig                                                                              | 100m vrije slag (m)   | 36e       | serie 3: 6de in 1.03,9  |
| Edmund Pader                                                                                  | 400m vrije slag (m)   | 20e       | serie 1: 5de in 5.16,9  |
| Franz Seltenheim                                                                              | 400m vrije slag (m)   | 32e       | serie 4: 7de in 5.38,3  |
| Günther Zobernig                                                                              | 400m vrije slag (m)   | DNS       | serie 2: niet gestart   |
| Edmund Pader                                                                                  | 1500m vrije slag (m)  | 16e       | serie 4: 4de in 21.13,9 |
| Kurt Patuzzi                                                                                  | 1500m vrije slag (m)  | DNS       | serie 1: niet gestart   |
| Kurt Patuzzi                                                                                  | 100m rugslag (m)      | DNS       | serie 3: niet gestart   |
| Hans Girg                                                                                     | 200m schoolslag (m)   | DNS       | serie 5: niet gestart   |
| Karl Schäfer                                                                                  | 200m schoolslag (m)   | DNS       | serie 1: niet gestart   |
| Herbert Hnatek Franz Seltenheim Edmund Pader Günther Zobernig Hans Schiller Gerhardt Seefranz | 4x200m vrije slag (m) | 16e       | serie 2: 5de in 10.58,4 |
|                                                                                               |                       |           |                         |
| Ruth Langer                                                                                   | 400m vrije slag (v)   | DNS       | serie 4: niet gestart   |
| Roma Wagner                                                                                   | 100m rugslag (v)      | 18e       | serie 2: 7de in 1.28,4  |
| Elfriede Freudenreich                                                                         | 200m schoolslag (v)   | DNS       | serie 2: niet gestart   |
| Josefine Steiner                                                                              | 200m schoolslag (v)   | DNS       | serie 4: niet gestart   |
| Roma Wagner Franziska Mally Grete Ittlinger Elli von Kropiwnicki Ruth Langer                  | 4x200m vrije slag (m) | 9e        | serie 1: 5de in 5.16,6  |

Afghanistan · Argentinië · Australië · België · Bermuda · Bolivia · Brazilië · Brits-Indië · Bulgarije · Canada · Chili · Colombia · Costa Rica · Denemarken · Duitsland · Egypte · Estland · Filipijnen · Finland · Frankrijk · Griekenland · Groot-Brittannië · Hongarije · IJsland · Italië · Japan · Joegoslavië · Letland · Liechtenstein · Luxemburg · Malta · Mexico · Monaco · Nederland · Nieuw-Zeeland · Noorwegen · Oostenrijk · Peru · Polen · Portugal · Republiek China · Roemenië · Tsjecho-Slowakije · Turkije · Uruguay · Verenigde Staten · Zuid-Afrika · Zweden · Zwitserland